# 全仏学生連盟 - 統一自治会
全仏学生連盟-統一自治会（ぜんふつがくせいれんめい-とういつじちかい 仏：Union nationale des étudiants de France - unité syndicale 略称：統一派/UNEF-US）は1971年の全仏学生連盟（UNEF）の分裂によって生まれた学生自治会。
1971年から1976年の間は全仏学生連盟-スフロー（ぜんふつがくせいれんめい-すふろー 仏：Union nationale des étudiants de France - Soufflot 略称：スフロー派/UNEF-Soufflot）と呼ばれていたが、スフロー通りにあった拠点を失陥したことをきっかけに改称した。
当自治会はトロツキスト-ランベルティストの指導下にあった。

## 党史

### 分裂
1971年1月、それまで毛沢東主義者の学生らとの同盟によって指導権を握っていたミシェル・ロカールの統一社会党に近いUNEFの指導部（スフロー派）は、少数派に転落したことで辞任を余儀なくされ、UNEFは二つの党派に分裂した。
- 全仏学生連盟 - スフロー（スフロー派）：トロツキスト-ランベルティストの指導下の社会主義青年同盟（社青同/AJS）に近い
- 全仏学生連盟 - 革新（革新派）： フランス共産党系の共産主義学生同盟（共学同/UEC（フランス語版））に近い

共存が不可能となった二つの党派は1971年にそれぞれ別で大会を開催することになる。
- 1971年2月、労働総同盟-労働者の力（CGT-FO）、フランス民主労働連合（CFDT（フランス語版））、国民教育連盟（FEN（フランス語版））の監督の下、スフロー派はディジョンで大会を開き、ミシェル・スラックを委員長に選出した。
- 1971年3月、労働総同盟（CGT）の監督の下、革新派はパリで大会を開き、ギ・コノプニッキを委員長に選出した。

UNEFを中心としたフランスの左派系学生自治会の系統

この分裂以後、2001年まで約30年の間、スフロー派及びその後継と革新派及びその後継の二つのUNEFが存立することになった。
分裂後、スフロー派はその正統性を巡って革新派と争い続けていたが、1976年に広範な学生運動の包摂と「統一」を目指す姿勢を示し、「統一自治会」に名前を変更した。この改名は、国際共産主義者協会（OCI）のメンバーだけでなく、他の政治的背景を持つ学生（社会党出身者や他の無所属の学生など）も含むように組織が発展していく中で行われていた。この時期は抗議やストライキに積極的に参加していた。
統一派は、1978年まで、もっぱら（トロツキズムの流れを汲む）ランベルティストであった。一方、 革新派は共産主義者の学生だけでなく、ミッテラン主義者やカトリックの学生も参加していたものの、（左翼）共通綱領の崩壊で先鋭化し、残ったのは共産主義者と社会主義調査研究センター（CERES）の少数の社会主義者のみとなった。

### MASとの合流
1980年初頭より統一派は革共同指導下の組合行動運動（MAS）と合流に向けた協議行い、1980年5月、ナンテールにて合同党派の結成大会が開かれ、全仏学生連盟-自治・民主（自治・民主派/UNEF-ID）が成立した。

## 代議員
統一派は、革新派とは違って参加主義を否定し、フォーレ法に定められた全国学生選挙への参加を拒否していた。

### 委員長
- ミシェル・スラック(1971年から1975年まで。旧・UNEF運営委員会の委員長を務めていた。)
- ドニ・シフェール（フランス語版）(1975年から1978年まで）
- ジャンクリストフ・カンバデリス（フランス語版） (1978年から80年まで。その後自治・民主派の委員長を1984年まで務める。）

## 記録
ラ・コントンポレーヌにて統一派の資料目録が保管されている。